# Большой закаспийский термит
Термит большой Закаспийский или термит закаспийский (Anacanthotermes ahngerianus) — вид термитов рода Anacanthotermes из семейства термиты-жнецы (Hodotermitidae).
| Термит Большой закаспийский | Термит Большой закаспийский |
| --- | --------------------------- |
| |                             |
| Научная классификация |                             |
| Домен: Эукариоты Царство: Животные Тип: Членистоногие Класс: Насекомые Отряд: Таракановые Инфраотряд: Термиты Семейство: Термиты-жнецы Род: Anacanthotermes Вид: Термит Большой закаспийский |                             |
| Международное научное название |                             |
| Anacanthotermes ahngerianus Jacobson, 1904 |                             |

## Распространение
Встречается в Западных областях Казахстана, Туркменистана и Узбекистана. Ареал  вида большей своей частью накладывается на ареал Туркестанского термита  Аnacanthotermes turkestanicus. Отличие состоит в том, что  на северо-запад он заходит несколько дальше. По данным И. В. Васильева, термит закаспийский встречается в Казахстане до р. Эмбы, т. е. до 47° с. ш.; он также был отмечен севернее города  Казалинск (46° с. ш.), однако в восточной части своего ареала он встречается нечасто, уступая место туркестанскому термиту (Аnacanthotermes turkestanicus). Южная граница ареала заходит на территории Афганистана и Ирана.  В 1964 году было выдвито предположение, что  большой закаспийский термит встречается на востоке Астраханской области в России. Оно в последствии не подтвердилось.
В пределах своего ареала Anacanthotermes ahngerianus распространён неравномерно. Самая большая численность гнёзд (до ста на гектар), встречается на равнинах с преимущественно светлой-сероземной почвой и с богатой  растительностью, пересыхающей летом. Но и в такой местности такая высокая численность  встречается редко. Обычно на гектаре встречается около 20-30 термитников.

## Внешний вид
Самец и самка. Голова буро-желтая, грудь (торакс) несколько темнее, брюшко светло-жёлтое. Щетинконосные ямки не выделяются на общем фоне окраски покровов. Антенны  25-члениковые.
Солдат. Голова оранжево-жёлтая с темными, крупными мандибулами с большими зубцами. Грудные тергиты заметно светлее чем голова,  брюшко самое светлое, белое или (иногда) бежевое. Переднеспинка с резким переломом боковых лопастей.
Рабочий. Голова жёлтая с маленькими мандибулами. Глаза для термитов довольно развитые. Брюшко белое.

## Гнезда
Рабочие этого вида строят термитники, похожие по форме на кочки. В высоту термитники достигают одного метра. Ходы под термитником могут достигать глубины в 10 и более метров (как правило 30-80 см), доходя до уровня грунтовых вод. Термиты так получают воду.  Верхний слой холмиков гнёзд толщиной 20-30 см состоит почти целиком из рыхлой почвы с небольшим числом камер.  Внутри термитник представляет собой систему камер различной величины, соединенных между собой ходами. Камеры подразделяются на различные типы: жилые камеры, царской камеры, камеры с  запасами корма и  старые камеры, заполненные почвой, мусором, экскрементами, трупами умерших термитов. Как и большинства видов термитов в гнезде, в его центре сохраняются практически постоянные условия – температуры, влажности, состава воздуха.

## Образ жизни
Брачный лёт происходит весной в Апреле или Мае вскоре после зимовки.  Важным условием вылета крылатых является влажность, поэтому чаще лёт происходит после дождя. Вылет крылатых особей  происходит дружно, в течение получаса, при этом сначала на поверхность гнезда выходят рабочие и немного солдат, и только после них появляются крылатые имаго. Крылатые особи беспорядочно бегают по гнезду, для того чтобы найти удобное место для взлёта. Полёт термитов довольно слабый, и они не улетают далеко от гнезда, если их не относит ветром. Через некоторое время они обламывают свои четыре крыла и начинают быстро бегать в поисках партнёра.  Обычно самец, как только найдёт самку, следует за ней на небольшом расстоянии. Вскоре оба термита закапываются в землю для создания своего нового гнезда.
В первые несколько месяцев пара термитов-основателей питаются самостоятельно. Они выгрызают в почве небольшие полости. В течение первого месяца самка откладывает ещё мало яиц. Со временем их количество постепенно растёт, появляются личинки, которых самец и самка кормят пищей, найденной вне гнезда и численность колонии термитов постепенно увеличивается. Когда рабочих становится достаточно много появляются солдаты. Развитая  колония закаспийского термита насчитывает до 120 тыс. особей, большую часть которых составляют личинки различных возрастов и рабочие особи.

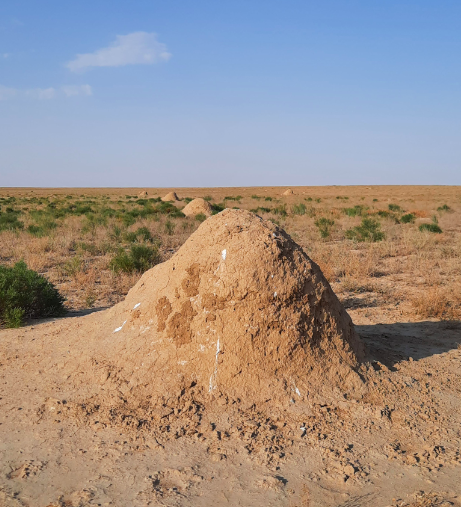
Термитник

В лабораторных условиях было установлено, что начало яйцекладки самкой-основательницы (королевы) сильно зависит от температуры. В первые несколько месяцев самки откладывали в среднем по одному яйцу в день. Между откладками кладок яиц имеется перерыв длинной около недели. Первые яйца как правило крупнее, чем у более старых цариц. В начале молодая самка-основательница внешне совсем не отличается от крылатой особи без крыльев. Её брюшко не увеличено, сегменты не растянуты. С возрастом оно сильно увеличивается и её продуктивность сильно возрастает. В июле и августе на пике плодовитости королевы откладывают свыше 1700 яиц в сутки. В дикой природе откладка яиц начинается как правило в мае и продолжается почти до конца сентября.  В крупных термитниках, заселённых многочисленными колонии, вылет крылатых обычно происходит ежегодно, но иногда по неясным причинам крылатые особи в них не развиваются, и семья как бы накапливает силы для более обильного выпуска крылатых имаго в будущем году.
Основной пищей большого закаспийского термита являются сухие стебли трав и кустарников, семена злаковых. Иногда нападению этого вида термитов подвергаются отмершие или отмирающие части деревьев, но это скорее исключение. Как один из немногих видящих термитов и относительно не страдающий от солнца, корм может добываться не только ночью, но и вечером, когда спадёт жара. За лето термиты накапливают большие запасы, их объём превышает 5 л. Весной и в первой половине лета термиты как правило запасают отмершие и одревесневшие ветки солянки, а ближе к осени — в основном соломинки, травинки и семена злаков.
В спячку зимой не впадают, но ведут себя вяло, не размножаются, не выходят из гнезда и едят свои запасы.
Большой закаспийский термит сильно влияют на структуру почвы. Проделывая многочисленные ходы по землёй, они способствуют рыхлению, аэрации почвы и перемещению почвенных масс. За время длительного существования термитников почва вокруг него обогащается гумусом, нитратами, фосфором, что хорошо сказывается на плодородности почвы.
Так как этот термит, как правило, не питается древесиной, то для построек человека не представляет угрозы. Приписываемые этому виду уничтожение рельсовых шпал и телеграфных столбов в Туркмении и Казахстане на деле оказались результатом деятельности термита туркестанского. 